# Рязанов Іван Юхимович
Іван Юхимович Рязанов (27 червня 1922, село Клиновка, тепер Ольховського району Волгоградської області, Російська Федерація — ?) — радянський державний діяч, голова Краснодарського крайвиконкому. Депутат Верховної ради РРФСР 6—7-го скликань.

## Життєпис
Народився в селянській родині. Закінчив Сталінградський механічний інститут.
З 1941 по 1946 рік — у Червоній армії, учасник німецько-радянської війни. Служив у Північно-Кавказькому та Приволзькому військових округах як бойовий інструктор-пілот.
Член ВКП(б).
У 1950-х — на початку 1960-х років — 2-й секретар Варенниковського районного комітету КПРС Краснодарського краю; 2-й секретар Криловського районного комітету КПРС Краснодарського краю.
У січні — квітні 1963 року — 2-й секретар Краснодарського сільського крайового комітету КПРС.
У квітні 1963 — грудні 1964 року — заступник завідувача відділу партійних органів ЦК КПРС.
У грудні 1964 — лютому 1969 року — голова виконавчого комітету Краснодарської крайової ради депутатів трудящих.
Потім — директор Всесоюзного науково-дослідного інституту сільськогосподарського та спеціального застосування цивільної авіації в місті Краснодарі.

## Нагороди і звання
- орден Трудового Червоного Прапора
- медаль «За відвагу»
- медаль «За бойові заслуги»
- медалі